# الکساندر استلماخ
الکساندر استلماخ (اوکراینی: Стельмах Александр Евгеньевич؛ زادهٔ ۱۸ ژوئن ۱۹۷۳) بازیکن فوتبال اهل اتحاد جماهیر شوروی سوسیالیستی است.